# Даян Файнштайн
Дая́н Ґо́лдман Бе́рман Файншта́йн (англ. Dianne Goldman Berman Feinstein; 22 червня 1933, Сан-Франциско, Каліфорнія — 29 вересня 2023, Вашингтон) — американська політична діячка, членкиня Демократичної партії, сенаторка США від Каліфорнії. На посаду сенаторки була обрана вперше в 1992 році, після роботи мером Сан-Франциско в період з 1978 по 1988 рік.

## Життєпис
Файнштайн народилася як Даян Емієл Голдман в Сан-Франциско в родині відомого хірурга Леона Голдмана і колишньої моделі Бетті Розенбург. Батьки батька були євреями, що іммігрували з Польщі, матері — хрещеними євреями, що втекли з Санкт-Петербурга після Жовтневої революції.
Файнштайн отримала католицьку шкільну освіту, але одночасно відвідувала єврейську школу. У віці 13 років вона пройшла юдейську конфірмацію. У 1955 році здобула ступінь бакалавра в галузі історії в Стенфордському університеті.
1956 року взяла шлюб з Джеком Берманом, колегою в окружній прокуратурі Сан-Франциско. 1957 року народила дочку Кетрін (нині суддя в Сан-Франциско). Шлюб тривав три роки.
1962 року одружилася з нейрохірургом Бертрамом Файнштайном, який помер від раку 1978 року. 1980 року пошлюбила банкіра Річарда Блама, що дозволило їй стати однією з найбагатших сенаторів.

## Позиція щодо України
22 липня 2014, в листі президентові Обамі, запропонувала внести Донецьку Народну Республіку в список терористичних організацій і ввести широкі санкції проти Росії. Попри це, у січні 2022 проголосувала проти проєкту санкцій для газогону «Північний потік-2» як засобу запобігання російському вторгненню в Україну.